# PK M26

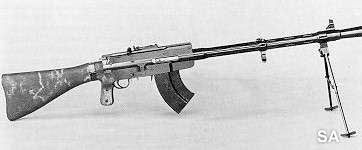
FM LS-26 chargée à 25 coups

Le Lahti-Saloranta M/26 ou PK M26 fut la première mitrailleuse conçue et fabriquée en Finlande. L’armée de terre finlandaise l’adopte en 1926. Sa base mécanique servit aux mitrailleuses pour avion L-32.

## Présentation
Ce fusil mitrailleur fut créé par Aimo Lahti et le capitaine Saloranta. Il possédait une crosse triangulaire et une poignée pistolet droite en bois, ainsi qu'un bipied. Elle fonctionne par recul du canon et culasse ouverte. Elle est pourvue d’un manchon de refroidissement par air et d’un sélecteur de tir. La hausse est réglable. Le chargeur est courbe ou tambour. Le levier d’armement et la fenêtre d'éjection sont à droite.

## Production et diffusion
Le PK 26 fut produit par l’usine d’état finlandaise VKT qui en produisit environ 5 000 pour l'armée finlandaise. Elle fut employée lors de la guerre d'Hiver et de la guerre de Continuation contre l’Armée rouge. Les soldats chinois qui en reçurent également 1 200 exemplaires chambré en 7,92 × 57 mm en usèrent pendant la guerre sino-japonaise. En raison de quelques difficultés, les militaires finlandais lui préfèrent son équivalent soviétique Degtyarev DP 28 lorsqu'ils en capturent.

## Données techniques
- Munitions : 7,62 mm Mossine (Finlande) / 7,92 × 57 mm Mauser (Chine)
- Longueur : 118 cm
- Canon : 50 cm
- Masse de l’arme chargée : 10,4 kg
- Chargeurs : 25/75 cartouches
- Cadence de tir : 500 coups par minute